# Adaptador per Telèfon Analògic

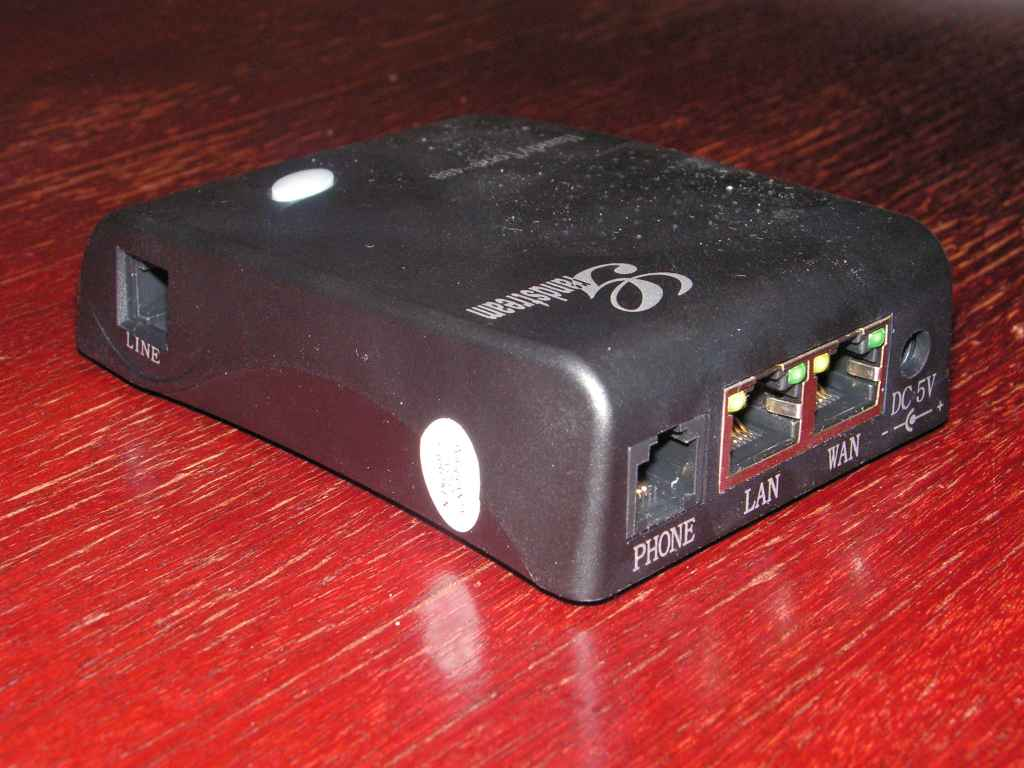
L'Adaptador per Telèfon Analògic VoIP Grandstream HT486

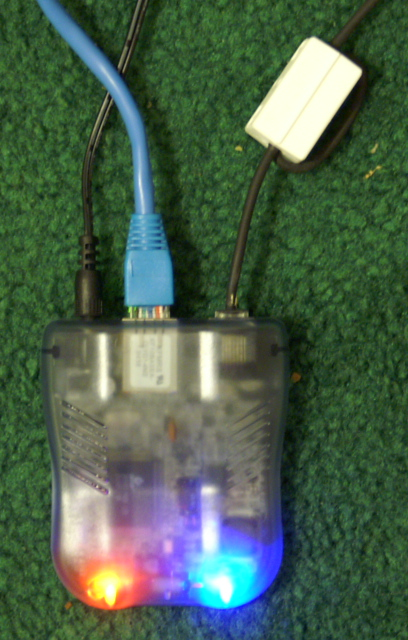
L'Adaptador per Telèfon Analògic IAXy, un adaptador telefònic, VoIP que fa servir el protocol IAX2.

Un Adaptador per Telèfon Analògic, (en anglès analog telephone adapter), o ATA és un dispositiu que permet connectar un o més telèfons analògics corrents, a un o més sistemes telefònic digital com ara una xarxa VOIP.

## Aspecte
L'aspecte habitual d'un ATA és el d'una petita capsa amb un alimentador, un connector Ethernet, un o més connectors FXS (Foreign Exchange Station). També pot disposar d'un connector FXO (Foreign exchange office) link. Permet connectar-hi un o més dispositius telefònics corrents, de forma que aquest opera de forma normalment transparent, sobre una xarxa VoIP.

## Finalitat
Els Adaptadors per Telèfon Analògic que venen moltes companyies de servei VoIP, als que el dispositiu es fa servir per substituir una connexió de l'usuari a una companyia telefònica tradicional. Quan es ven juntament amb un servei VoIP, l'ATA sovint està bloquejat per tal que no es pugui fer servir amb un servei de la competència, i l'usuari només pot canviar la seva configuració de forma parcial. Alguns proveïdors venen dispositius oberts i que es poden fer servir amb qualsevol proveïdor compatible.

## FXS a gateways Ethernet
L'ATA més corrent consisteix en una capsa amb una o més FXS (Foreign eXchange Station) (que inclou un connector de telèfon), per a connectar un telèfon convencional, i un connector Ethernet per connectar-lo a la xarxa local (LAN). Amb un ATA d'aquesta mena, és possible connectar un telèfon convencional a un servidor VoIP remot. L'ATA es comunica amb el servidor amb un protocol com ara el H.323, SIP, MGCP, SCCP o IAX, i codifica i descodifica el senyal de veu amb un còdec de veu com ara el G.711, G.729, GSM, iLBC o d'altres,. Com que l'ATA comunica directament amb el servidor, no li cal que un ordinador personal ni cap mena de programari, com un softphone.